# Cản tòa
Cản tòa (Latinh: Sede impedita, "tòa Giám mục bị cản trở") là tình trạng mà một Giám mục bị ngăn cản không thể thực hiện vai trò lãnh đạo của giáo phận vì lý do bị giam tù, quản thúc, phát lưu, hay mất năng lực, đến nỗi không thể giao thiệp bằng thư từ với những người trong giáo phận.
Theo điều 413 của Giáo Luật Công giáo, khi một Giám mục bị cản tòa mà Tòa Thánh không thể dự liệu xử lý việc này, việc quản trị giáo phận thuộc về Giám mục phó (nếu có); nếu Giám mục phó không có hoặc cũng bị cản trở, thì thuộc về Giám mục phụ tá hoặc tổng đại diện hoặc đại diện Giám mục hoặc một linh mục nào khác, theo thứ tự được ấn định trong danh sách mà Giám mục giáo phận đã lập liền ngay sau khi tựu chức; danh sách ấy phải được thông báo cho tổng Giám mục, và được duyệt lại ít là từng ba năm một, và được chưởng ấn giữ kín.
Ai đã nhận quản trị giáo phận theo quy định trên, thì phải thông báo sớm cho Tòa Thánh biết là tòa Giám mục bị cản và mình đang đảm nhận trách vụ quản nhiệm.